# Gimnastică la Jocurile Olimpice de vară din 2020 - Trambulină individual feminin
Proba feminină de trambulină individual de la Jocurile Olimpice de vară din 2020 a avut loc pe 30 iulie 2021 la Ariake Gymnastics Centre.

## Program
Orele sunt ora Japoniei (UTC+9) 
| Data                  | Timp  | Etapă      |
| --------------------- | ----- | ---------- |
| Vineri, 30 iulie 2021 | 13:00 | Calificări |
| Vineri, 30 iulie 2021 | 14:50 | Finala     |

## Rezultate

### Calificări
| Loc | Sportivă          | Țară                       | Primul exercițiu | Al doilea exercițiu | Total   | Note |
| --- | ----------------- | -------------------------- | ---------------- | ------------------- | ------- | ---- |
| 1   | Liu Lingling      | China                      | 50,155           | 55,315              | 105,470 | C    |
| 2   | Zhu Xueying       | China                      | 49,755           | 55,545              | 105,300 | C    |
| 3   | Bryony Page       | Marea Britanie             | 48,850           | 55,810              | 104,660 | C    |
| 4   | Rosie MacLennan   | Canada                     | 48,840           | 55,595              | 104,435 | C    |
| 5   | Megu Uyama        | Japonia                    | 48,705           | 54,880              | 103,585 | C    |
| 6   | Susana Kochesok   | COR                        | 47,870           | 54,920              | 102,790 | C    |
| 7   | Nicole Ahsinger   | Statele Unite ale Americii | 48,325           | 53,785              | 102,110 | C    |
| 8   | Dafne Navarro     | Mexic                      | 46,685           | 53,165              | 99,850  | C    |
| 9   | Malak Hamza       | Egipt                      | 45,225           | 49,495              | 94,720  | R1   |
| 10  | Maddie Davidson   | Noua Zeelandă              | 47,870           | 45,540              | 93,140  | R2   |
| 11  | Iana Lebedeva     | COR                        | 48,615           | 23,190              | 71,805  |      |
| 12  | Léa Labrousse     | Franța                     | 14,015           | 54,070              | 68,085  |      |
| 13  | Hikaru Mori       | Japonia                    | 47,350           | 16,425              | 63,775  |      |
| 14  | Samantha Smith    | Canada                     | 48,335           | 11,210              | 59,545  |      |
| 15  | Laura Gallagher   | Marea Britanie             | 47,235           | 6,100               | 53,335  |      |
| 16  | Jessica Pickering | Australia                  | 17,840           | 16,350              | 34,190  |      |

C = Calificată în finală;
R1 = Rezerva 1;
R2 = Rezerva 2

### Finala
| Loc | Sportivă                  | Dificultate | Execuție | Deplasare orizontală | Zbor   | Total  |
| --- | ------------------------- | ----------- | -------- | -------------------- | ------ | ------ |
| 1   | Zhu Xueying (CHN)         | 15,000      | 16,800   | 9,400                | 15,435 | 56,635 |
| 2   | Liu Lingling (CHN)        | 15,000      | 16,000   | 9,100                | 16,250 | 56,350 |
| 3   | Bryony Page (GBR)         | 15,000      | 15,800   | 9,400                | 15,535 | 55,735 |
| 4   | Rosannagh MacLennan (CAN) | 14,900      | 15,600   | 9,200                | 15,760 | 55,460 |
| 5   | Megu Uyama (JPN)          | 14,000      | 16,000   | 9,300                | 15,355 | 54,655 |
| 6   | Nicole Ahsinger (USA)     | 14,300      | 15,300   | 9,300                | 15,450 | 54,350 |
| 7   | Susana Kochesok COR       | 14,400      | 15,300   | 9,000                | 15,590 | 54,290 |
| 8   | Dafne Navarro Loza (MEX)  | 12,800      | 13,900   | 8,000                | 13,645 | 48,345 |